# Teofánia
A Teofánia görög eredetű női név, jelentése: Isten megjelenése.

## Rokon nevek
- Tifani:[1] a Teofánia angol eredetű rövidülése.[3]

## Gyakorisága
Az 1990-es években a Teofánia és a Tifani szórványos név, a 2000-es években nem szerepelnek a 100 leggyakoribb női név között, kivéve 2007-et, amikor a Tifani a 99. leggyakoribb női név volt.

## Névnapok
Teofánia, Tifani
- február 2.[2]
- március 12.[2]
- december 22.[2]
- december 27.[2]

## Híres Teofániák, Tifanik
Tifani Wittman - Szlovákiában egy kis városában Párkányban élő magyar származású erőemelő/testépítő világbajnok és világcsúcstartó. 